# ディック・ウィルソン
ディック・ウィルソン（Dick Wilson、1996年9月2日 - ）は、ジャパンラグビーリーグワントヨタヴェルブリッツに所属するラグビー選手。

## プロフィール
- ニュージーランド出身[1]。
- ポジションはセンター(CTB)。
- 身長 180 cm、体重 96 kg

## 略歴
アオレレ大学卒業後、2017年、清水建設ブルーシャークス(現・清水建設江東ブルーシャークス)に加入。同年9月9日に行われたトップイーストリーグDiv.1第1節の秋田ノーザンブレッツ戦に先発出場で日本での公式戦初出場を果たす。
2022年、トヨタヴェルブリッツに加入。